# Cúp quốc gia Wales 1961–62
 Cúp quốc gia Wales FAW 1961–62 là mùa giải thứ 75 của giải đấu bóng đá loại trực tiếp hàng năm dành cho các đội bóng ở Wales.

## Từ viết tắt
Tên giải đấu nằm sau tên các câu lạc bộ.
- CCL - Cheshire County League
- FL D2 - Football League Second Division
- FL D3 - Football League Third Division
- FL D4 - Football League Fourth Division
- WLN - Welsh League North

## Vòng Năm
Vòng này có sự tham gia của 10 đội thắng ở vòng Bốn và 6 đội mới.
| Số thứ tự trận | Đội nhà         | Tỉ số | Đội khách           |
| -------------- | --------------- | ----- | ------------------- |
| 1              | Chester (FL D4) | 1–2   | Holyhead Town (WLN) |

## Bán kết
Bangor City và Cardiff City thi đấu ở Wrexham, Wrexham và Swansea Town thi đấu ởCardiff.
| Số thứ tự trận | Đội nhà           | Tỉ số | Đội khách            |
| -------------- | ----------------- | ----- | -------------------- |
| 1              | Bangor City (CCL) | 2–0   | Cardiff City (FL D1) |
| 2              | Wrexham (FL D4)   | 3–2   | Swansea Town (FL D2) |

## Chung kết
Trận thứ ba diễn ra ở Rhyl.
| Số thứ tự trận | Đội nhà           | Tỉ số | Đội khách         |
| -------------- | ----------------- | ----- | ----------------- |
| 1              | Wrexham (FL D4)   | 3–0   | Bangor City (CCL) |
| 1              | Bangor City (CCL) | 2–0   | Wrexham (FL D4)   |
| ’‘đá lại’’     | Bangor City (CCL) | 3–1   | Wrexham (FL D4)   |